# Суканія Срісурат
Суканія Срісурат (тай. สุกัญญา ศรีสุราช, нар. 3 травня 1995, Чонбурі, Таїланд) — таїландська важкоатлетка, олімпійська чемпіонка 2016 року.

## Результати
| Рік              | Місце                    | Вага             | Ривок            | Ривок            | Ривок            | Ривок            | Поштовх          | Поштовх          | Поштовх          | Поштовх          | Загалом          | Місце            |
| Рік              | Місце                    | Вага             | 1                | 2                | 3                | Місце            | 1                | 2                | 3                | Місце            | Загалом          | Місце            |
| Олімпійські ігри | Олімпійські ігри         | Олімпійські ігри | Олімпійські ігри | Олімпійські ігри | Олімпійські ігри | Олімпійські ігри | Олімпійські ігри | Олімпійські ігри | Олімпійські ігри | Олімпійські ігри | Олімпійські ігри | Олімпійські ігри |
| ---------------- | ------------------------ | ---------------- | ---------------- | ---------------- | ---------------- | ---------------- | ---------------- | ---------------- | ---------------- | ---------------- | ---------------- | ---------------- |
| 2016             | Ріо-де-Жанейро, Бразилія | до 58 кг         | 105              | 108              | 110              | 1                | 127              | 130              | 132              | 1                | 240              | 1                |
| Чемпіонат світу  |                          |                  |                  |                  |                  |                  |                  |                  |                  |                  |                  |                  |
| 2017             | Анагайм, США             | до 58 кг         | 99               | 102              | 105              | 1                | 117              | 120              | 124              | 6                | 225              | 2                |
| 2015             | Х'юстон, США             | до 58 кг         | 103              | 106              | 109              | 3                | 121              | 121              | 121              | 8                | 227              | 5                |
| 2014             | Алмати, Казахстан        | до 58 кг         | 102              | 105              | 106              | 1                | 120              | 125              | 125              | 4                | 231              | 3                |